# Conus mayaguensis
Conus mayaguensis é uma espécie de gastrópode do gênero Conus, pertencente à família Conidae.